# João Carlos Seneme
João Carlos Seneme C.S.S. (Santa Gertrudes, 11 de dezembro de 1958) é padre estigmatino e bispo católico brasileiro. Foi bispo auxiliar da arquidiocese de Curitiba e é o bispo diocesano de Toledo.

## Presbiterato
Pertence à Congregação dos Estigmatinos, pronunciou os seus votos em 1982 e foi ordenado sacerdote em 1985. Ao ser eleito bispo era o Superior Provincial da Província de Santa Cruz dos Padres Estigmatinos. 

## Episcopado
No dia 17 de outubro de 2007 foi nomeado pelo Papa Bento XVI como bispo-auxiliar da arquidiocese de Curitiba. Escolheu o lema episcopal "O amor de Cristo nos impele", baseado na Epístola aos Coríntios (II Coríntios 5:14).
Em 26 de junho de 2013 foi nomeado bispo da diocese de Toledo, pelo Papa Francisco.